# Wouter Keller
Wouter Jacques Keller (1948) is een Nederlands econometrist en informatiekundige.
Keller studeerde elektrotechniek en wiskunde aan de Universiteit Twente en sloot beide studies cum laude af. Vervolgens trad hij in dienst van de Erasmus Universiteit, waar hij in 1979 cum laude promoveerde. Het proefschrift Tax incidence. A general equilibrium approach werd in 1982 bekroond met de Winkler Prins-prijs.

## CBS en VU
In 1979 trad hij in dienst van het CBS waar hij eerst hoofd research, toen hoofd automatisering, en vanaf 1990 lid van de directie en Raad van Bestuur was. Hier was hij medeverantwoordelijk voor de downsizing van de automatisering en twee grote CBS-brede reorganisaties in 1994 en 1999. In 1982 werd Keller hoogleraar wiskundige economie en in 1987 hoogleraar informatica aan de Vrije Universiteit. In 2007 ging hij met emeritaat. Sindsdien ligt zijn focus op onafhankelijk eerlijk onderzoek.

## Argitek
Sinds 2001 is Keller directeur van het door hem opgerichte M&I/Argitek, dat zich onder meer bezighoudt met advies rond ICT-architectuur en ICT aanbestedingen. Argitek is m.n. bekend door het onderzoek naar zogenaamde midoffice en zaaksystemen voor de lokale overheid. Keller heeft een groot aantal seminars en boeken op zijn naam staan.

## Overig
Sinds 2012 houdt Keller zich bezig met onderzoek naar kwantitatieve beleggingsmodellen op basis van momentum. Daarnaast heeft hij in 2016 een Anbi stichting opgericht die goede doelen steunt op het gebied van milieu, energie, zorg en politiek.